# جيس فيرمولين
جيس فيرمولين (بالهولندية: Gijsbert Theodor Vermeulen)‏ هو مجدف هولندي، ولد في 7 مايو 1981 في أمستردام في هولندا.

## وصلات خارجية
- جيس فيرمولين على موقع الاتحاد الدولي للتجديف (الإنجليزية)
- جيس فيرمولين على موقع اللجنة الأولمبية الدولية (الإنجليزية)
- جيس فيرمولين على موقع أوليمبيديا (الإنجليزية)